# 방정식론
방정식론(theory of equations)은 대수학에서 다항식에 의해 정의되는 방정식인 대수 방정식을 연구하는 이론이다. 이 문제는 1830년 에바리스트 갈루아에 의해 오늘날의 갈루아 이론을 도입함으로써 완전히 해결하였다.
갈루아 이전까지는 방정식론과 대수학 간에 명확한 구별이 없었다.

## 추가 문제
- 일차 방정식
- 연립 일차 방정식

## 같이 보기
- 근 찾기 알고리즘
- 오차 방정식